# 唯物辩证法论战
唯物辩证法论战是1930年代初到1940年代初，中国理论界关于唯物辩证法的实质和作用、哲学本身能否消灭、辩证法和形式逻辑的关系等问题的哲学论战。